# Christian Lara (football)
Pour les articles homonymes, voir Christian Lara, Lara et Anangonó.
Christian Lara, de son vrai nom Christian Rolando Lara Anangonó, né le 27 avril 1980 à Quito, est un footballeur équatorien. Il joue au poste de milieu de terrain avec l'équipe d'Équateur et le club de Club Deportivo El Nacional.

## Carrière

### En club
- 1997-2005 :  El Nacional
- 2006 :  Al-Wakrah SC
- 2007 :  LDU Quito
- 2008 :  Barcelona SC
- 2009 :  Deportivo Pereira
- 2009-2010 :  LDU Quito
- 2011 :  El Nacional
- 2012 :  Real Carthagène
- 2012-2013 :  Manta FC
- 2014 :  Deportivo Quito
- 2015-2016 :  El Nacional
- 2017 :  Dorados de Sinaloa
- 2018 :  Clan Juvenil
- 2018 :  El Nacional

### En équipe nationale
Il a eu sa première cape le 12 janvier 2002 à l'occasion d'un match contre l'équipe du Guatemala.
Lara participe à la coupe du monde 2006 avec l'équipe d'Équateur. Du haut de son mètre 62, Lara est le joueur le plus petit à prendre part à la Coupe du monde 2006.

## Palmarès

### Récompenses collectives
- Championnat d'Équateur:
  - Vainqueur: 2005, 2007, 2010.
- Recopa Sudamericana:
  - Vainqueur: 2009, 2010.
- Copa Sudamericana:
  - Vainqueur: 2009.

### Récompenses individuelles
- Championnat d'Équateur:
  - Meilleur joueur en 2007.
  - 500 matches disputés en 2016.
  - 100 buts inscrits en 2016.